# PlayStation Move
Le PlayStation Move est un périphérique additionnel sur PlayStation 3 et PlayStation 4 qui est une manette de détection de mouvement. Il est distribué depuis le 15 septembre 2010 en Europe, le 17 septembre en Amérique du Nord puis le 21 octobre 2010 au Japon.

## Historique
Son nom a été tout d'abord PlayStation Motion Controller au moment de sa révélation, et a pris comme nom commercial PlayStation Move lors de la Game Developers Conference (GDC) le 11 mars 2010, stoppant les rumeurs selon laquelle il s'appellerait Gem ou Arc. Mais Arc avait bel et bien été retenu au début comme le montre le logo qui forme un "A".
Le PS Move devait au départ sortir au printemps 2010 mais finalement arriva en automne 2010. C'est durant la conférence Sony à l'E3 2010 le mardi 15 juin 2010 que la date de sortie a été officiellement annoncée.
Le PS Move se trouve une seconde vie sur PS4 grâce à la sortie du PlayStation VR (casque de réalité virtuelle destiné à la console).

## Système
Le système est constitué :
- d'une caméra, la PlayStation Eye,
- une manette de détection de mouvements qui comporte un accéléromètre, un capteur gyroscopique, les touches , , , , les PS et Move, le bouton start sur le côté droit, le bouton "select" sur le côté gauche et une gâchette "T" à l'arrière, et est surmonté d'une boule molle lumineuse de couleur (bleu, jaune, rose, vert, orange,...changeant de couleur selon la situation),
- une manette de navigation (optionnel)qui a les boutons  et , PS, une croix directionnelle ainsi que les boutons "L1" et "L2" et un joystick.

Le Move possède une dragonne qui entourera le poignet afin de ne pas le laisser tomber ou le projeter.

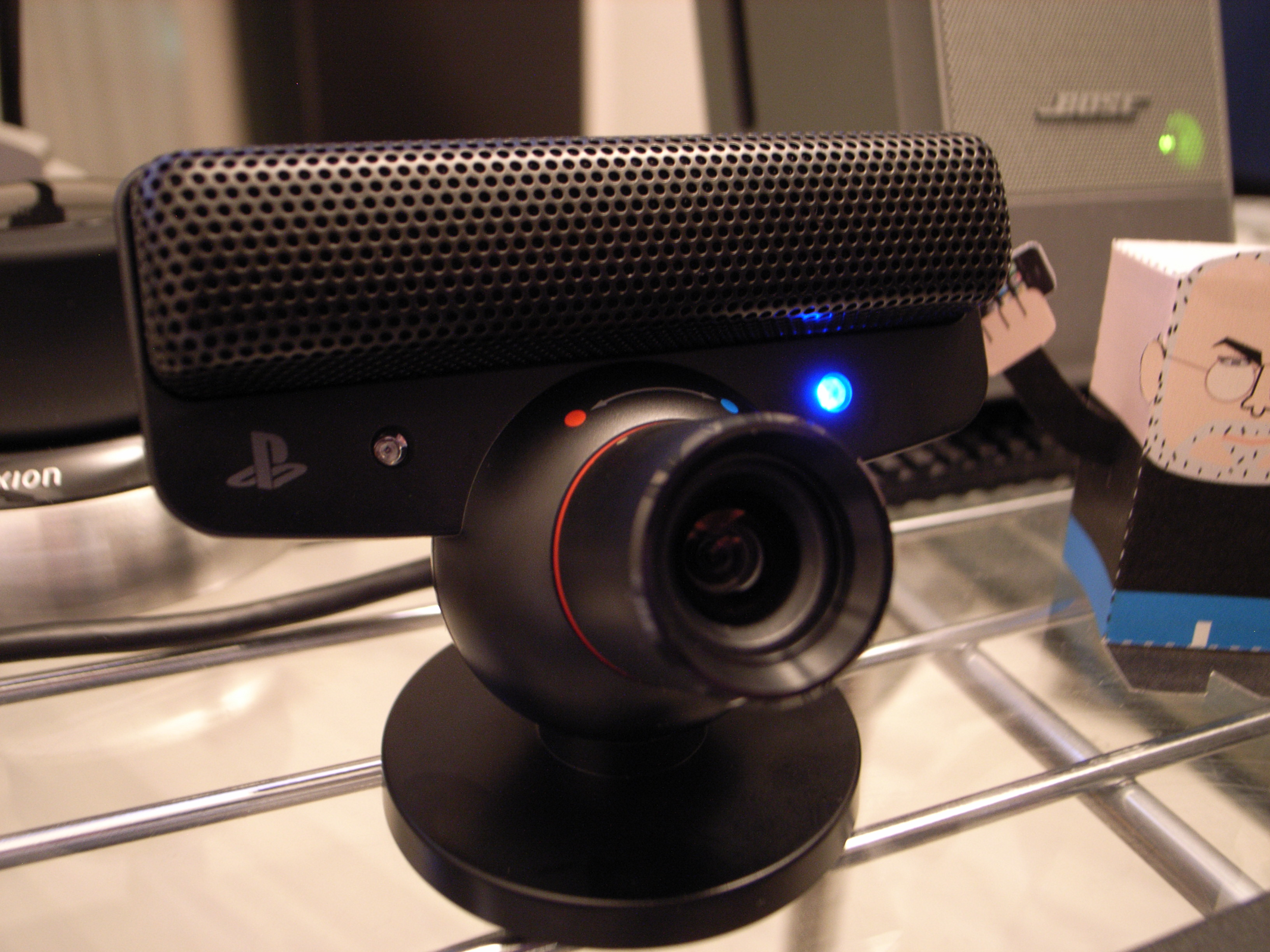
La caméra PlayStation Eye.

Les deux derniers accessoires communiquent par bluetooth, intègrent une petite LED rouge afin d'indiquer la mise sous tension et le clignotement pour la recharge, créent des vibrations et possèdent des batteries d'environ 10 heures d'autonomie.
Il est possible d'utiliser la DualShock 3 ou la Sixaxis en complément du PS Move.
La latence devrait être de 22 millisecondes.
Enfin, des accessoires tels une station de recharge pour les 2 manettes et un pistolet (30€) ont été annoncés.

## Prix

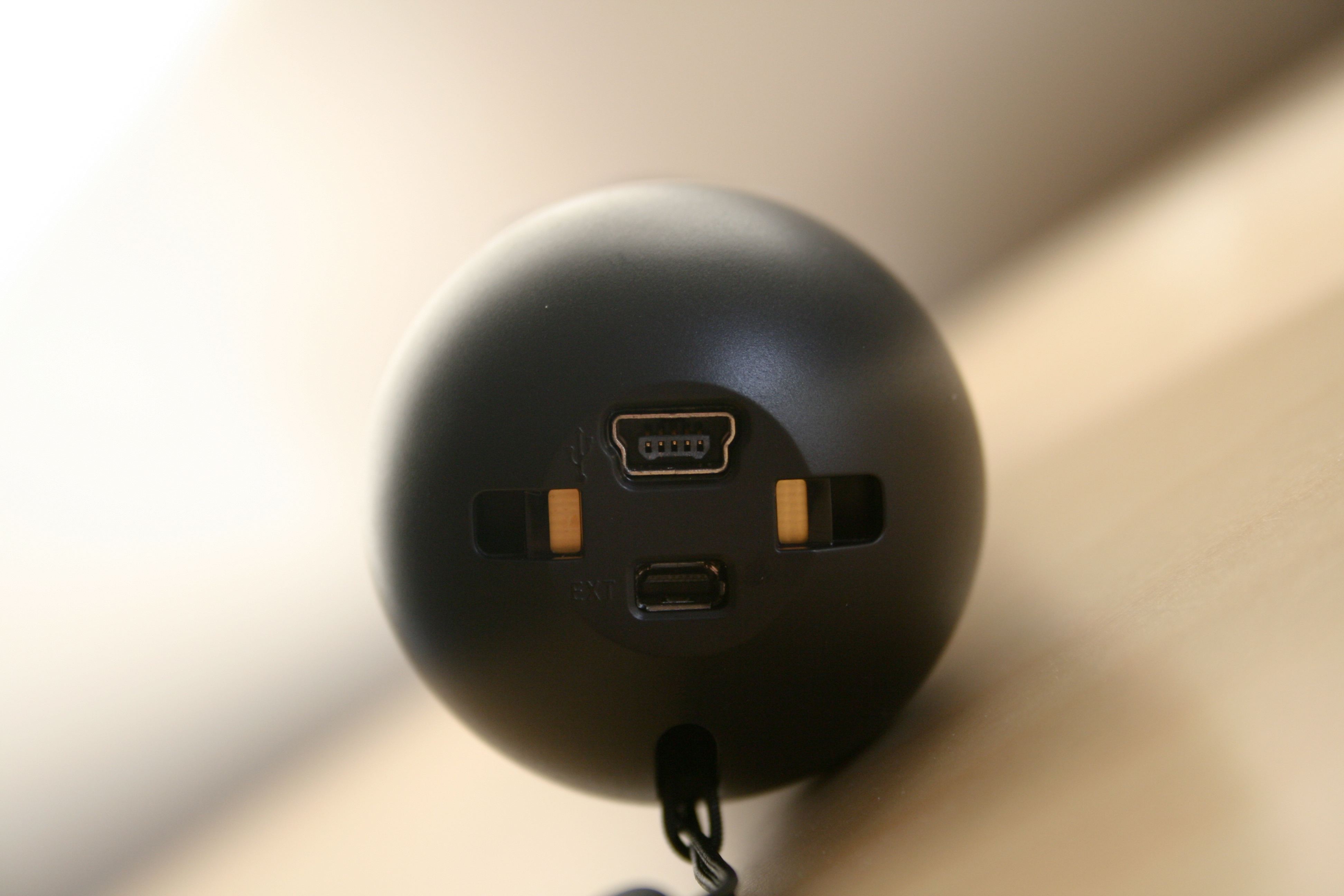
La connectique USB pour la recharge en plus de la liaison sans fil.

La manette de détection de mouvements du PS Move sera proposée entre 39 et 44€ (vendu seul), la manette de navigation à 28,50€, le PlayStation eye entre 28 et 31€ (vendu seul).
Un pack (pack découverte) contenant une manette de détection de mouvements PS Move, le PS Eye et un jeu (disque découverte) contenant plusieurs démos (Sports Champions, Start the party, TV Superstars, The Shoot, Echochrome et EyePet move edition) sont proposés entre 55€ et 57€
Enfin, le pack PS3 + PS  Move + PlayStation Eye + Disque Découverte est à 249€.
Le PS Move sera bientôt utilisable sur la nouvelle console de Playstation, Le Playstation VR et de sa playstation Camera comme en guise de Playstation Eye sur playstation 4 et VR comme accessoire.

## Jeux notables
On peut citer Killzone 3, Sports Champions, mais aussi la mise à jour de Heavy Rain Move Edition, RUSE et Dead Space Extraction.
Il y a aussi des jeux ayant des fonctionnalités PS Move sur le PlayStation Store: Echochrome II,  Flight Control HD et Okami HD.
Plusieurs jeux en développement ont été annoncés avec une compatibilité PS Move, comme BioShock Infinite ou la possibilité de créer des niveaux dans LittleBigPlanet 2.
Sur PS4 via le PSVR, PlayStation VR Worlds, Until Dawn Rush of Blood, Hustle Kings VR, Carnival VR, Batman Arkham VR, Trumble VR, FarPoint, sont des jeux utilisant les PSMove.

## Entreprises partenaires
En plus de Sony Computer Entertainment Worldwide Studios et les studios de développement qui lui sont rattachés, plus de 36 développeurs se joignent à Sony pour proposer des jeux vidéo.
| - 505 Games - Activision - AQ Interactive - Arc System Works - Atlus - Bigben Interactive - Capcom - CCP Games - Crave Entertainment | - Cyberfront Corporation - EA - From Software - Game Republic - Gust - Hudson Soft - Irem - Koei | - Konami - Majesco Entertainment - Marvelous Entertainment - Namco Bandai - Ongakukan - Oxygen Games - Paon - Q Entertainment - Q-Games | - Sega - Sony Online Entertainment - Spike - Square Enix - Tecmo - THQ - Ubisoft - Warner Bros. - Zoo Entertainment |

## Récompense
Lors de la gamescom de 2010, l'accessoire a reçu le prix du meilleur matériel du salon.